# ام‌بی ۱۵۰ بلوچ
ام‌بی ۱۵۰ بلوچ (به انگلیسی: Bloch_MB.150) یک هواگرد یک هواپیمای جنگنده ساخت شرکت SNCASO است. هواگرد ام‌بی ۱۵۰ بلوچ نخستین پروازش را در ۲۹ سپتامبر ۱۹۳۷ میلادی انجام داد. این هواگرد در سال ۱۹۳۹ میلادی رسماً معرفی گردید. در مجموع، تعداد ۶۶۳ فروند از این هواگرد ساخته شده‌است.
طراح این هواگرد، Maurice Roussel بود.